# La Curació del cec (MET, New York)
La curació del cec, actualment al Metropolitan Museum of Art de Nova York, es un llenç d'El Greco realitzat circa 1577, potser abans d'abandonar Itàlia o acabat d'arribar a Espanya

## Tema
La curació del cec es podria referir a un episodi narrat a l'Evangeli segons Marc ［Mc 8:21-22］ o a un de l'Evangeli segons Joan ［Jn 9:1-12］. Però molt probablement El Greco representa l'episodi narrat a l'Evangeli segons Mateu, 9: 27-31.［Mt 9:27-31］que és el millor s'adiu a aquesta escena, perquè parla del guariment de dos cecs, el dos que són ajaguts vora la mà dreta de Jesús.

## Anàlisi
Oli sobre llenç; 119,3 x 146 cm.; Metropolitan Museum of Art, Nova York.
El blau ultramarí molt hermós del celatge, reapareix en el mantell de Jesús de Natzaret i en el folre de la figura que està a la dreta, en primer terme d'espatlles. El paviment de rajoles de color torrat pàl·lid i rosa clar es va pintar primer, i després es van pintar les dues petites figures en segon terme al centre de la composició, la qual cosa es fa evident per la transparència dels colors. Al fons de la perspectiva, El Greco va tornar a representar l'arc de triomf, com va fer a La curació del cec (Dresden), aquesta vegada amb una minúscula estàtua sobre el frontó de l'arc de triomf.

## Procedència
- William Rennie; Londres (com a Tintoretto)
- George Smith-Bosanguet; Fryerning, Essex,(venda de Christie's maig de 1958, 36.000 guinees.
- Mrs. Charles Wrightsman
- Donació de Mr. and Mrs. Charles Wrightsman al MET, any 1978